# Васильев, Георгий Митрофанович
Гео́ргий Митрофа́нович Васи́льев (27 декабря 1908, Соловьевский наслег — 23 сентября 1981) — якутский советский писатель, переводчик, литературовед. Кандидат филологических наук.

## Биография
В 1929—1931 годах работал в советских районных учреждениях, был секретарём в прокуратуре и Главсуде ЯАССР, в 1931—1938 годах учился в МИФЛИ имени Н. Г. Чернышевского. В 1939 году вступил в Союз писателей СССР. В 1939—1941 годах был научным сотрудником, заведующим секретарём Института языка и литературы при СНК ЯАССР, в 1941—1942 годах исполнял обязанности ответственного секретаря Правления Союза писателей Якутии, в 1942—1946 работал учителем в Абыйском районе, по совместительству был старшим научным сотрудником Научно-исследовательского института языка, литературы и истории при СНК ЯАССУ, 1946—1947 — заведующим секретарём НИИЯЛИ, 1947—1972 — младшим научным сотрудником Якутской базы, затем Якутского филиала Сибирского отделения АН СССР, 1972—1980 — старшим научным сотрудником Института языка, литературы и истории ЯФ СО АН СССР.
В 1968 году защитил кандидатскую диссертацию по филологии на основе книги «Якутское стихосложение».

## Научная деятельность
Сфера интересов — якутская мифология и фольклор, советская якутская литература, переводы на якутский классической мировой литературы.
Васильев соавтор и автор нескольких монография, автор пятидесяти статей, составитель шести сборников.

### Монографии
- Очерк истории якутской советской литературы / Г. М. Васильев, Г. У. Эргис, Н. П. Канаев. — Москва: Наука, 1955. — 196 с.
- Васильев Г. М. Якутское стихосложение. — Якутск: Книжное издательство, 1965. — 126 с.
- Васильев Г. М. Якутское стихосложение. — 1965.
- Очерк истории якутской советской литературы / глав. ред. К. Л. Зелинский, ред. Г. М. Васильев, Г. У. Эргис, Н. П. Канаев. — Москва: Наука, 1970. — 389 с.
- Васильев Г. М. Живой родник. Об устной поэзии якутов. — Якутск: Книжное издательство, 1973. — 303 с.
- Васильев Г. М. Русско-якутский поэтический словарь. — Якутск, 1976.

### Научные статьи
- Васильев Г. М. О благотворном влиянии русской литературы на развитие якутской литературы.
- Васильев Г. М. Состояние и задачи развития якутского народного творчества.

### Критические статьи
- Васильев Г. М. Великий сын украинского народа (Тарас Шевченко) // Кыым. — 1939. — 9 марта.
- Васильев Г. М. Тарас Шевченко // Кыым. — 1954. — 9 марта.
- Васильев Г. М. Немеркнущей имя // Социалистическая Якутия. — 1964. — 8 марта.
- Васильев Г. М. Добрым нежным словом // Молодой коммунист. — 1964. — 11 марта.

### Переводы на якутский
- Шевченко Т. Г. Завещание // Кыым — Искра  / пер. на як. Г. М. Васильев. — 1939. — 9 марта.
- Шевченко Т. Г. Завещание // Художественная литература. Книга вторая / пер. на як. Г. М. Васильев. — Якутск, 1939.
- Шевченко Т. Г. Завещание // «Завещание» на языках народов мира / пер. на як. Г. М. Васильев. — Киев, 1960.
- Лермонтов М. Ю. Демон / пер. на як. Г. М. Васильев. — Якутск, 1941–1946.
- Шекспир У. Отелло / пер. на як. Г. М. Васильев. — Якутск, 1956.
- Грибоедов А. С. Горе от ума / пер. на як. Г. М. Васильев. — Якутск, 1958.
- Слово о полку Игореве / пер. на як., авт. пред. и комм. Г. М. Васильев. — Якутск, 1960.
- Гоголь Н. В. Ревизор / пер. на як. Г. М. Васильев. — Якутск.
- Маяковский В. В. Хорошо! / пер. на як. Г. М. Васильев. — Якутск.

### Составление сборников
- Васильев Г. М., Х. И. Константинов. Творчество якутского народа. — 1942.
- Васильев Г. М. Певцы народа. Сборник произведений советских народных певцов. — Якутск, 1947.

### Художественные произведения

#### Поэмы
- Васильев Г. М., С. А. Зверев. Слава тебе, седая тайга. — Якутск, 1957.